# Walter Vílchez
Walter Ricardo Vílchez Soto (Chiclayo, 20 de fevereiro de 1982) é um futebolista profissional peruano que atua como defensor, atualmente defende o Real Garcilaso.

## Carreira
Vilchez fez parte do elenco da Seleção Peruana de Futebol da Copa América de 2001, 2004, 2007 e 2011.[carece de fontes?]